# خاراكس
خاراكس هي عاصمة مملكة ميسان العربية في جنوب العراق وإقليم الأحواز أسسها الملك حيسباوسنيز العربي عام 127 ق.م، ويعتقد ان اسكندر المقدوني قام بتشييد تلك المدينة وهي ميناء مهم على رأس الخليج العربي، وقد زارها الإمبراطور الروماني تراجان عام 116م ورأى السفن تغادر منها إلى الهند، وكان لها قوة عسكرية مهمة حيث احتلت بابل وسوسيانا وسيطرت على مناطق كثيرة في العراق واقليم الاحواز والضفة الشرقية والغربية للخليج العربي.

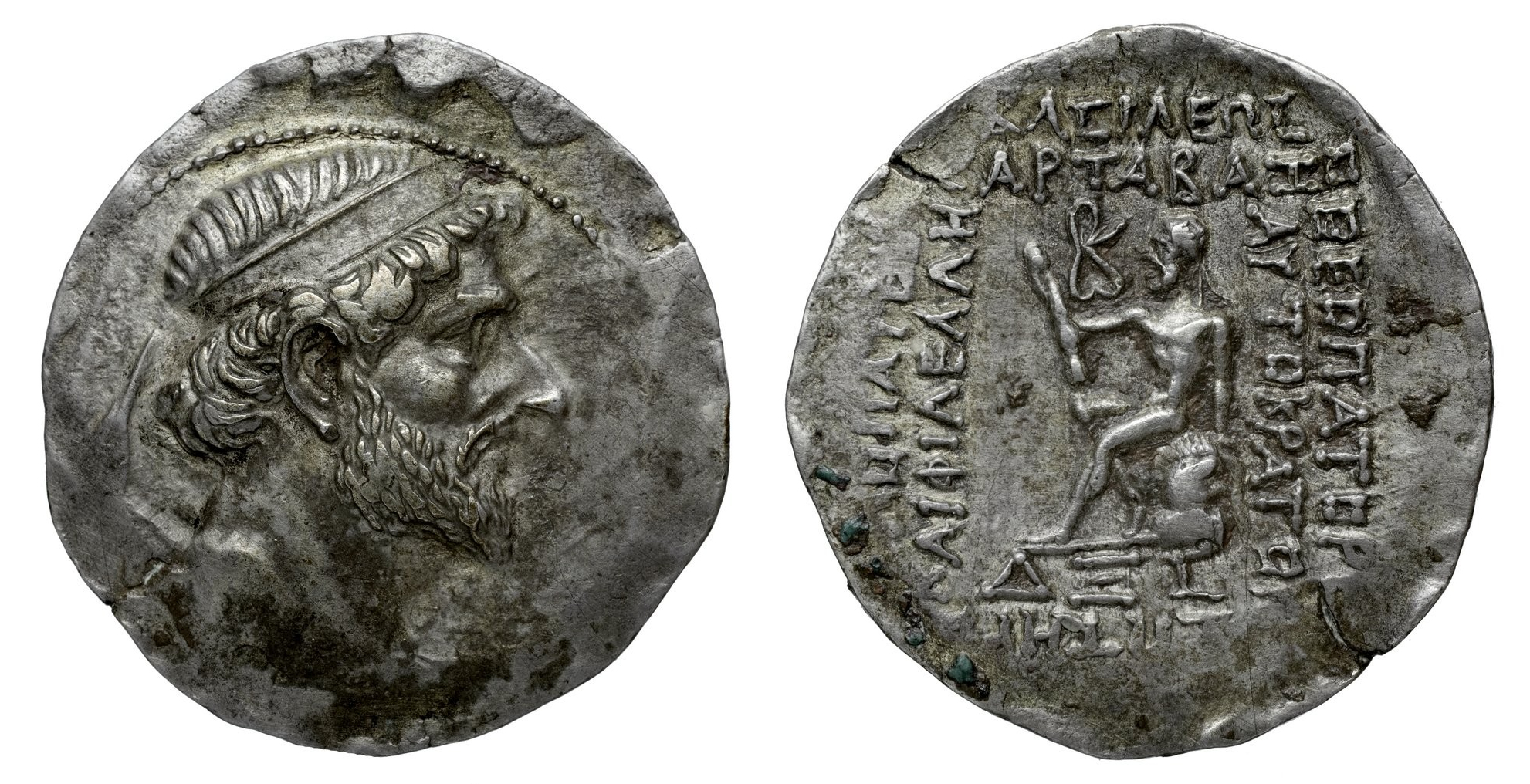

## الموقع
تقع بقايا خاراكس على بعد حوالي 40 كم شمال البصرة.على تل كبير يعرف اليوم باسم «الخيابر» في قرب التقاء نهري الكرخة ودجلة.
ترتفع الأسوار القديمة إلى أربعة أمتار فوق السهل، وتكتمل بحصون منتظمة إلى الجنوب، مع مسار قديم لنهر مرئي بوضوح، بقايا المدينة منتشرة على مساحة تبلغ حوالي خمسة كيلومترات مربعة. لا تزال حطام الحرب العراقية الإيرانية تتناثر في الموقع الأثري وتعرضت بعض المناطق للاضطراب الشديد بسبب المنشآت العسكرية القديمة. تعرف بنخيلها ووفرة المياه الصالحة للزراعة والشرب، لكن لا تزال عوامل التعرية والنشاط الزراعي والنهب تشكل تهديدات.
حكم المدينة هذه 26 ملكا ودام حكمهم حوالي 400 عام وكانت نهايتها على يد الفرس الساسانيين قرابة عام 222م هدمو اسس بنائها وحرقوها وانتهى عهد الساسانيين بعد دخول جيش الفتح الإسلامي.

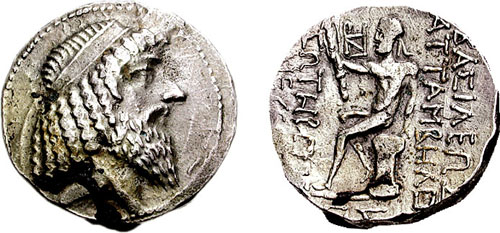

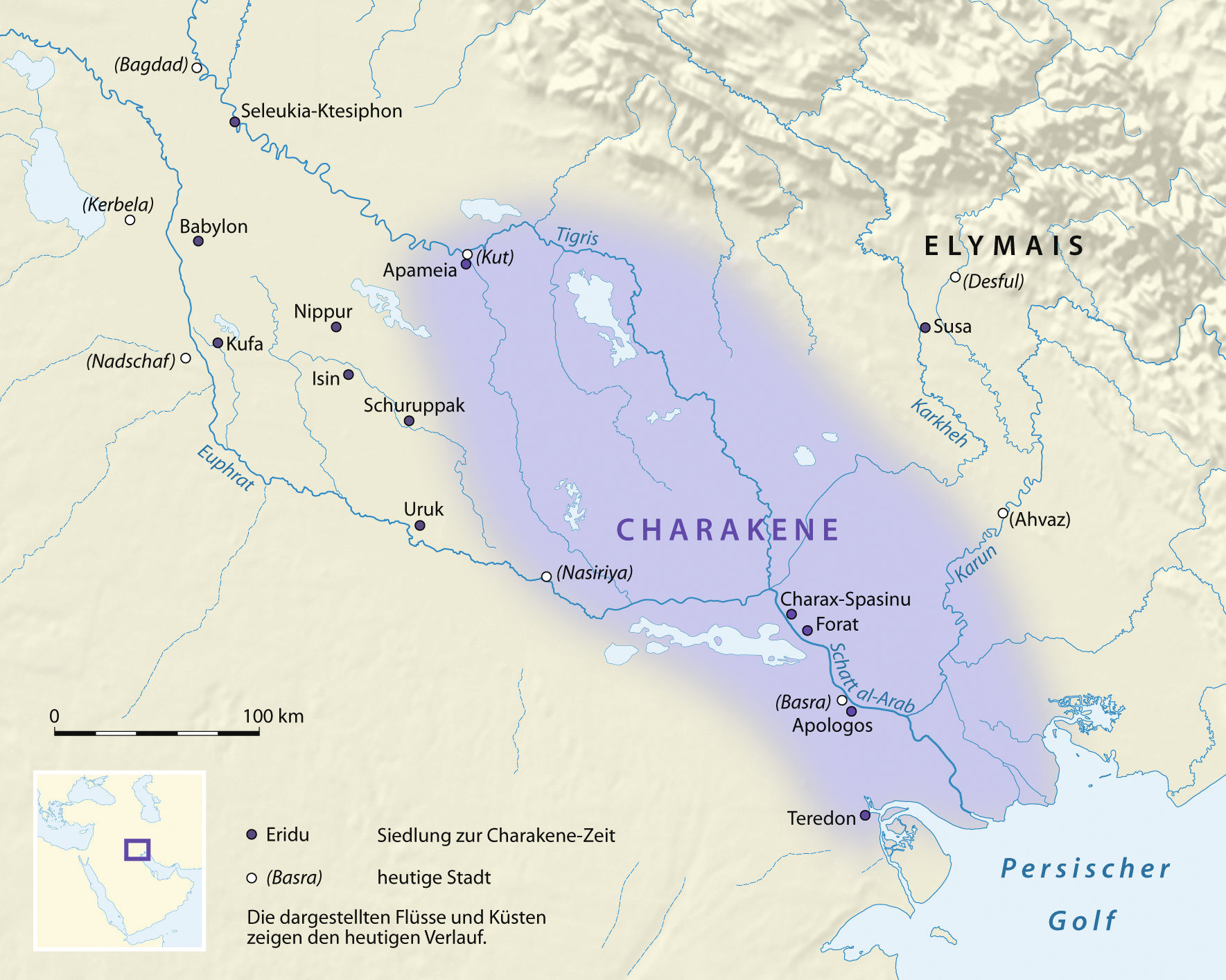

## التاريخ
يروى ان الإسكندر الأكبر كان قد أبحر جنوبا في إحدى رحلاته في نهر ديز من مدينة سوسة الحدودية بين إيران والعراق الحاليين (مدينة الشوش الحالية) في عام 324 ق.م ووصل إلى نقطة التقاء نهر ديز بنهر دجلة. في ذلك الوقت، كان الوصول إلى المياه المفتوحة والخليج قريب أيضًا، وكانت الميزة الإستراتيجية للمكان واضحة، وهكذا تأسست المدينة على نهر دجلة. لسوء الحظ، لم يدرك الإسكندر الأكبر حينئذ إلى أي مدى كانت المنطقة عرضة للفيضانات المتكررة، وفي الواقع ظلت هذه المنطقة عرضة للفيضانات طوال تاريخها القديم والحديث. ونتيجة تكرار الفيضانات المدمرة، أعيد تأسيس المدينة مرتين على الأقل.
ويحتمل أن يكون إنشاء المدينة قد استهدف تحقيق ثلاثة أغراض في الحد الأدنى.
- أولاً يعتقد أن الإسكندر قد سعى لإقامة قاعدة عسكرية أمامية لصد غارات بدو الصحراء القادمين من الجزيرة.
- ثانيا أنه أراد أن يكون لديه ميناء جدید يسعى إلى أن يستخدمه كمرکز هجوم لأسطوله الكبير الذي بناه في بابل.
- ثالثا أن تستعمل هذه المدينة الساحلية كمركز تجاري جديد على رأس الخليج، وميناء يستقبل السفن التي تنقل السلع المحملة ببضائع الشرق الأقصى، لتحل محل تیریدون. إضافة إلى ذلك، لعل مدينة الإسكندر في أقصى جنوب العراق وضعت أساس المرزبانة السلوقية الأولى في المنطقة.

## التسمية
على الأرجح الاسم مشتق من اليونانية ويعني حرفيًا “الحصن الحجري” وقد تم العثور على هذا النمط المعماري المطبق في العديد من المدن السلوقية المحصنة. وقد أطلق على كل المدن التي عرفت بالإسكندرية، والتي بنيت بأوامر الإسكندر الأكبر أو بأوامر ورثته. ويعتقد ان هذه المدينة قد أعيد بناؤها مرتين الأولى من قبل أنطيوخوس الرابع وقد عرفت حينها باسم أنطاكية في عام 166 ق.م، والثانية عام 141 ق.م إذ ورد اسمها كـ Charax Spasinou لتصبح بعد ذلك عاصمة مملكة ميسان في جنوب العراق وإحدى أكبر المراكز التجارية، حيث قامت بتبادل البضائع مع الهند وتدمر والبتراء وما بعدها مع روما نفسها. كما تجدر الإشارة إلى ان بعض الباحثين يعتقدون ان الاسم مشتق من الكلمة الآرامية “Karaka” التي تعني القلعة.

## الحفريات
كانت المدينة شبه مفقودة حتى بدأت الحفريات في الموقع 2016، والتي كشفت ان المدينة تم تصميمها بشكل شبكي مع كتلة سكنية ضخمة تنتمي إلى أكبر الكتل السكنية في العالم وتم الكشف عن أكثر من مبنى لكن لم يتم حفرهما بعد.
قام مجموعة من الخبراء البارزين في العالم في علم الجيوفيزياء وهو الدكتور يورغ فاسبندر مع فريقه من جامعة ميونخ وهم مجهزون بمقياس مغنطيسي للسيزيوم. وقد عملوا مسحا لأكثر من ثمانية هكتارات في عشرة أيام. وقد كانت النتائج تفوق التوقعات، إذ تم الكشف عن أحياء كاملة من المدينة تحت سطح الأرض، بما في ذلك المباني العامة الكبيرة والمنازل السكنية. عكس الاستطلاع بوضوح المخطط الأصلي للمدينة الهلنستية، والذي تم الاحتفاظ به في الفترات اللاحقة.
كما يشير الباحثون إلى العثور أثناء عمليات التنقيب على خندق تم حفره على أحد حدود المدينة المفقودة، ولم يكن خندقا عاديا، إذ تم تجهيزه بجدران من الآجر الطيني تم بناؤها بالتوازي على كلا جانبي الخندق. كما تم العثور في مكان التنقيبات على لقى آثرية محيرة هي عبارة عن صف من الجرار الطوربيدية الشكل، لكنها كانت مقلوبة رأسًا على عقب ومثبتة في طبقة صلبة من الطين. كما تم قطع أطراف القواعد بشكل متعمد ومرتب، تاركة ثقوب الدخول في الأعلى. وقد تم العثور على خندقين آخرين، ومن تقييم جدرانهما تمكن المنقبون من الإشارة إلى انهما يعودان إلى اثنين من المباني الكبيرة التي ظهرت بعد ذلك بوضوح نتيجة عمليات المسح المغناطيسية.

## الإكتشافات
لقد تم استكشاف المدينة وتسجيلها خلال خريف عام 2017 كما تم رسم خرائط تقريبية للكشف عن حوالي 50 هكتارا من آثار مدينة خاراكس. وتشمل المعالم البارزة التي تم اكتشافها مناطق سكنية واسعة على طراز توزيع شبكي للمنازل، وسلسلة من الأفران وبقايا لقصر أرسايد (الفرثي) تغطي حوالي 10 آلاف متر مربع، أما الفخار الذي وجد في المجسات التنقيبية فيشير إلى أن الآثار التي تم العثور عليها تعود في الغالب إلى حقبة محصورة بين القرن الأول قبل الميلاد والرابع الميلادي.
وفي سياق الاستكشاف السطحي، تم جمع ما يقرب من 200 قطعة نقدية، وقد تم تحديدها حتى الآن واكتشف انها تغطي القرن الأول قبل الميلاد إلى القرن الرابع الميلادي، أي فترة الارساشيد والنصف الأول من الحكم الساساني اللاحق. تنتمي أغلبية العملات المعدنية لحقبة ملوك مملكة ميسان التي وجدت في جنوب العراق، الذين كانوا يقيمون في عاصمتهم خاراكس، ولكن تم العثور كذلك على عملات قديمة يرجح انها جاءت من أماكن متعددة وتجمعت في مدينة خاراكس لانها كانت مركزا تجاريا وميناء.
كما تم العمل في خمسة مواقع إضافية ويتم العمل على رسم خرائطها، إذ استطاع باحثون عراقيون مشاركون في مشروع التنقيب استخدام مهاراتهم التي طوروها في عمليات التنقيب السابقة، وأكملوا استطلاعًا عن طريق طائرة الدرون المسيرة لنموذج الارتفاع الرقمي ونفذوا مسحا تجريبيًا عن طريق جهاز المسح الكراديوميتر لاختبار فعاليته في الموقع.